# Кострюкова Ксенія Юліївна
Ксенія Юліївна Кострюкова (19 (7) лютого 1892, Нарва, Російська імперія — 1981) — вчена в галузі фізіології рослин, завідувачка кафедри біології Київського медичного інституту, доктор біологічних наук (1939). Відома виступом на Серпневій сесії ВАСГНІЛ 1948 року, де атакувала вчених-генетиків, а також підтримкою псевдонаукових поглядів Трохима Лисенка щодо генетики.

## Біографія
Працювала викладачкою з 1909 року. Навчалася в Київському інституті народної освіти, який закінчила 1929 року. У 1930—1934 роках працювала в Інституті каучуку й каучуконосів. З 1931 року працювала на кафедрі біології Київського медичного інституту асистенткою, доценткою з 1934, завідувала нею з 1935 року (за іншими даними з 1941) до 1968 року. У 1968—1973 роках працювала на посаді професора-консультанта тієї ж кафедри.
Під час німецько-радянської війни завідувала кафедрою біології об'єднаних Київських 1-го й 2-го медичних інститутів у Челябінську.
З 1944 року паралельно працювала в Ботанічному саду імені Олександра Фоміна.
Єдина серед науковців УРСР виступала на Серпневій сесії ВАСГНІЛ 1948 року в Москві. У виступі критикувала Томаса Моргана, Рапопорта, виступала на захист поглядів Жана-Батиста Ламарка. Також брала участь у «Республіканській нараді наукових працівників біологів, медиків і мічурінців практиків». За наслідками наради на біологічному факультеті Київського державного університету було ліквідовано кафедри генетики та механіки розвитку, які очолювали Сергій Гершензон та Борис Новиков, а натомість було створено кафедру дарвінізму й генетики, на посаду завідувачки якої призначили Кострюкову. Очолювала цю кафедру в 1948—1950 роках. У 1948-1950 роках також була в складі вченої ради Інституту ботаніки АН УРСР.
Брала участь у республіканській ботанічній конференції «Вивчення флори і рослинності Української РСР у зв'язку з їх використанням і перетворенням» 24—27 квітня 1953 року.

## Наукова діяльність та ступені
Праці Кострюкової присвячені клітинній біології та ембріології рослин. Вона досліджувала спермії квіткових рослин, клітинну будову рослин-каучуконосів. Учениця Михайла Черноярова.
Довела, що спермії квіткових рослин є повноцінними клітинами, а не голими ядрами, як думав Сергій Навашин та інші дослідники. Натомість інтерпретувала це, як доказ вірності «мічурінської біології» Трохима Лисенка. Навіть після втрати Лисенком панування в радянській біології, продовжувала критикувати сучасну їй генетику, зокрема ігноруючи її розвиток у 1930-х — 1950-х роках.
У 1936 році їй присвоєний ступінь кандидата біологічних наук без захисту дисертації. У 1939 році захистила дисертацію доктора біологічних наук.
У 1949 році обрана членкинею Московського товариства природодослідників.

## Наукові праці
- Кострюкова К. Ю., Чернояров М. В. Спостереження над проростанням пилку Clivia miniata Hort. in vivo Збірник праць присвячений пам'яті академіка О. В. Фоміна. 1938
- Наблюдения in vivo над образованием мужских половых клеток у Lilium martagon L. // Докл. AH СССР. Новая cep. 1939. Т. 22, № 7
- Кострюкова К. Ю., Бенецкая Г. К. Сперматогенезис у Narcissus posticus L. Наблюдения in vivo // Ботанический журнал — 1939. — № 3. — С. 209—221.
- Кострюкова, К. Ю. (1945). Мужской гаметофит Amaryllidaceae. Советская ботаника, 13, 1
- Кострюкова, К. Ю. (1947). Развитие генеративной клетки в Пыльцевом зерне ландыша. Сов. бот, 10, 6.
- Кострюкова, К. Ю. (1948). "К биологическому пониманию развития пыльцевого зерна. Журн. Агробиология, 2
- Кострюкова, К. Ю. (1948). Про пилкові зерна амарилісових. Київський державний Університет. Наукові записки, т. 7, вип. 6. Труди Ботанічного саду ім. акад. ОВ Фоміна, 19.
- Еще раз о спермиях покрытосеменных растений // ЖОБ. 1949. Т. 10, № 3
- Маховко, В. В., Макаров, П. В., & Кострюкова, К. Ю. (1950). Общая биология. М.: Медгиз.
- Кострюкова, К. Ю. (1951). Клетка. Сельскохозяйственная энциклопедия, т. 11, Сельхозгиз. Москва.
- Кострюкова, К. Ю. (1951). К биологическому пониманию чередования поколений у покрытосеменных растений. Журнал общей биологии, 12, 5.
- Кострюкова, К. Ю. (1952). Праці ОБ Лепешинської і дальший розвиток науки про клітину. Ботанічний журнал, 9, 3.
- Кострюкова, К. Ю. (1951). Відкриття в 1898 р. СГ Навашиним подвійного запліднення (1923). Journal botanique de l'Academie des sciences de la RSS d'Ukraine, 8(3), 16.
- Кострюкова, К. Ю., & Гурецкая, Ф. С. (1954). Амитотическое деление в зародышевом мешке сложноцветного Heliopsis helianthoides Sweet [Архівовано 26 травня 2022 у Wayback Machine.]. ՀՍՍՌ ԳԱ Տեղեկագիր բիոլոգիական և գյուղատնտեսական գիտությունների/Известия Академии наук Армянской ССР, 7(1), 31-46.
- Кострюкова, К. Ю., & Гурецкая, Ф. С. (1956). О так называемом соматическом оплодотворении у растений. Журнал общей биологии, 17(1).
- Кострюкова, К. Ю., & Бенецкая, Г. К. (1958). Подтверждает ли дальнейшее развитие эмбриологии учение СГ Навашина о самостоятельной подвижности мужских гамет покрытосеменных?. ՀՍՍՌ ԳԱ Տեղեկագիր բիոլոգիական և գյուղատնտեսական գիտությունների, 11(9), 7-24.
- Сучасні дані про форми розвитку клітин // УБОЖ. 1958. Т. 15, № 3
- К. Ю. Кострюкова, К критике теоретических основ хромосомной теории наследственности; Некоторые философские вопросы медицины и естествознания. Киев 1960, стр. 106
- Кострюкова, К. Ю. (1961). К эмбриологии Lilium martagon L. [Архівовано 26 травня 2022 у Wayback Machine.] ՀՍՍՌ ԳԱ Տեղեկագիր բիոլոգիական գիտությունների, 14(1), 3-16.
- Философские вопросы мичуринской биологии и критика методологии современной теории гена // Филос. вопр. соврем. биологии. К., 1962.
- Кострюкова, К. Ю. (1974). Об одном открытии СГ Навашина [Архівовано 26 травня 2022 у Wayback Machine.]. Հայաստանի կենսաբանական հանդես Biological Journal of Armenia Биологический журнал Армении ՀՍՍՀ ԳԱ, 27(11), 19-22.
- Кострюкова, К. Ю. (1978). Об особенностях творческой деятельности СГ Навашина [Архівовано 26 травня 2022 у Wayback Machine.]. Հայաստանի կենսաբանական հանդես Biological Journal of Armenia Биологический журнал Армении ՀՍՍՀ ԳԱ, 31(1), 83-89.